# Briec
Briec, vroeger Briec-de-l'Odet, Bretons: Brieg, is een gemeente in het Franse departement Finistère, in de regio Bretagne. De plaats maakt deel uit van het arrondissement Quimper. Briec telde op 1 januari 2022 5.815 inwoners.

## Geografie
De oppervlakte van Briec bedroeg op 1 januari 2022 67,87 vierkante kilometer; de bevolkingsdichtheid was toen 85,7 inwoners per km².

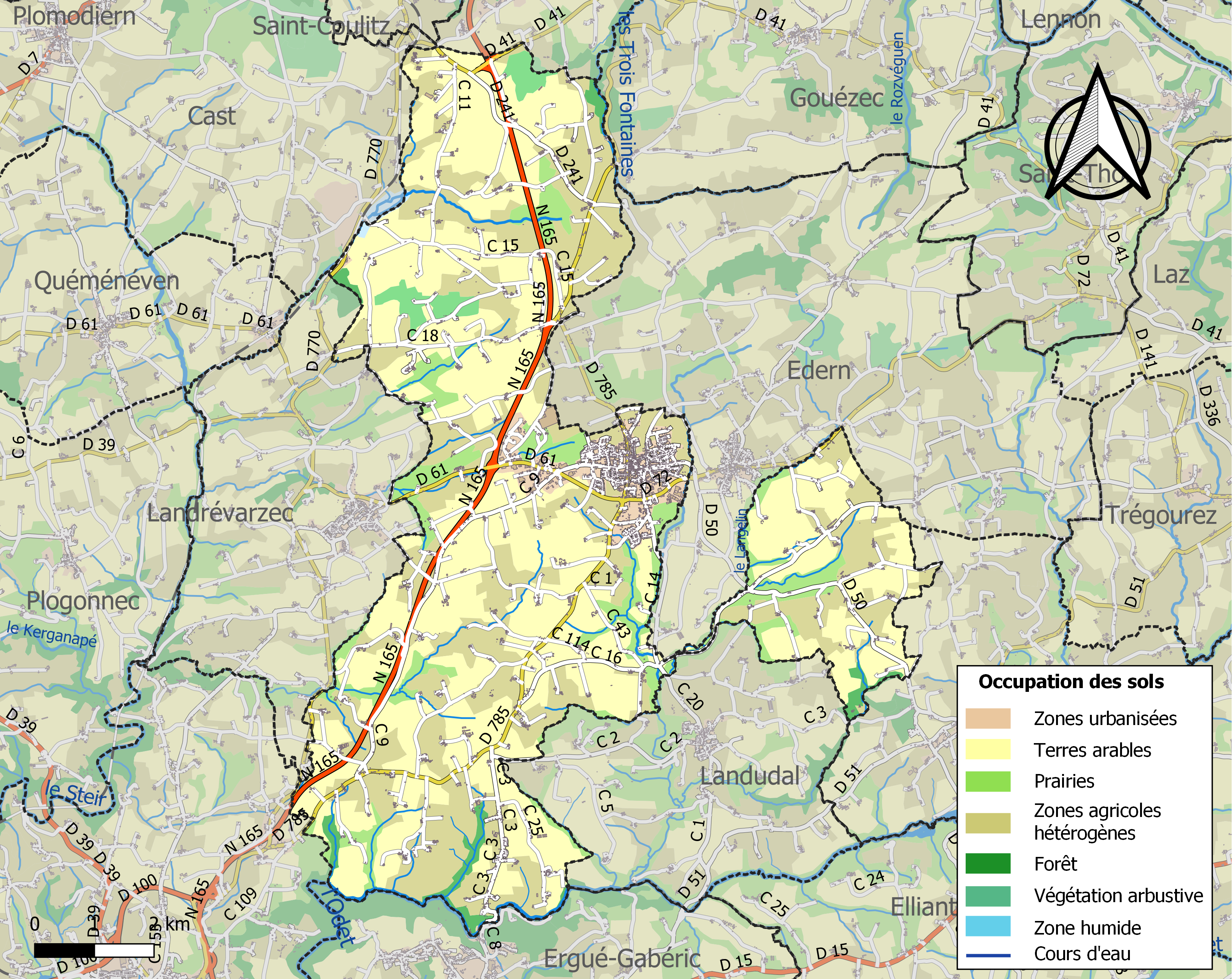
Kaart van de gemeente met belangrijkste infrastructuur, bodemgebruik en omliggende gemeenten

## Demografie
Onderstaande figuur toont het verloop van het inwonertal (bron: INSEE-tellingen).